# Оглядова платформа Шилінься
Оглядова платформа Шилінься (кит.: 石林峡飞碟玻璃观景台), відома також, як Оглядова платформа НЛО — оглядовий майданчик, розташований в селищі Хуансун'ю (кит.: 黄松峪乡), район Пінгу (кит.: 平谷区), Пекін, КНР. Консольно-підвісна конструкція з титанового сплаву, що складається з платформи-колеса зі скляною підлогою та містка до неї.
Ущелина Шилінься (укр. Кам'яний Ліс) — мальовнича місцевість площею 12 квадратних кілометрів приблизно в 70 кілометрах на північний схід від Пекіна, відома своїми горами, лісами, скелями химерної форми, водоспадом та стародавніми руїнами.
Платформа знаходиться на вершині скелі в ущелині Шилінься, на висоті близько 400 метрів над дном ущелини, винос консолі становить 32,8 м від скелі (на 11 метрів більше ніж Гранд Каньйон Скайвок). На момент відкриття, 30 квітня 2016 року, це була найбільша за площею і довжиною споруда такого типу в світі.
Загальна площа скляної поверхні становить 713 м², площа круглого оглядового майданчика — 415 м². Вага конструкції — 320 тонн, максимальне розрахункове навантаження — 150 тонн, або приблизно 1900 осіб. З міркувань безпеки одночасно на платформі перебуває до 200 відвідувачів. За словами проєктувальника Хе Юнчана, це перший випадок застосування для таких споруд легких та корозійностійких титанових сплавів високої міцності, які раніше використовувались лише в авіаційній промисловості. «Колесо» платформи складається з 36 скляних панелей і має діаметр близько 26 метрів.